# Eddyville (Iowa)
Eddyville és una població dels Estats Units a l'estat d'Iowa. Segons el cens del 2000 tenia 1.064 habitants.

## Demografia
Segons el cens del 2000, Eddyville tenia 1.064 habitants, 424 habitatges, i 278 famílies. La densitat de població era de 348,1 habitants/km².
Dels 424 habitatges en un 32,8% hi vivien nens de menys de 18 anys, en un 50% hi vivien parelles casades, en un 11,1% dones solteres, i en un 34,2% no eren unitats familiars. En el 27,8% dels habitatges hi vivien persones soles el 13,2% de les quals corresponia a persones de 65 anys o més que vivien soles. El nombre mitjà de persones vivint en cada habitatge era de 2,51 i el nombre mitjà de persones que vivien en cada família era de 3,07.
Per edats la població es repartia de la següent manera: un 27,7% tenia menys de 18 anys, un 10,9% entre 18 i 24, un 27,9% entre 25 i 44, un 19,8% de 45 a 60 i un 13,6% 65 anys o més.
L'edat mediana era de 34 anys. Per cada 100 dones de 18 o més anys hi havia 88 homes.
La renda mediana per habitatge era de 32.446 $ i la renda mediana per família de 40.875 $. Els homes tenien una renda mediana de 31.250 $ mentre que les dones 21.304 $. La renda per capita de la població era de 16.354 $. Entorn del 7,2% de les famílies i el 12% de la població estaven per davall del llindar de pobresa.

## Poblacions més properes
El següent diagrama mostra les poblacions més properes.